# 蕃地 (羅東郡)

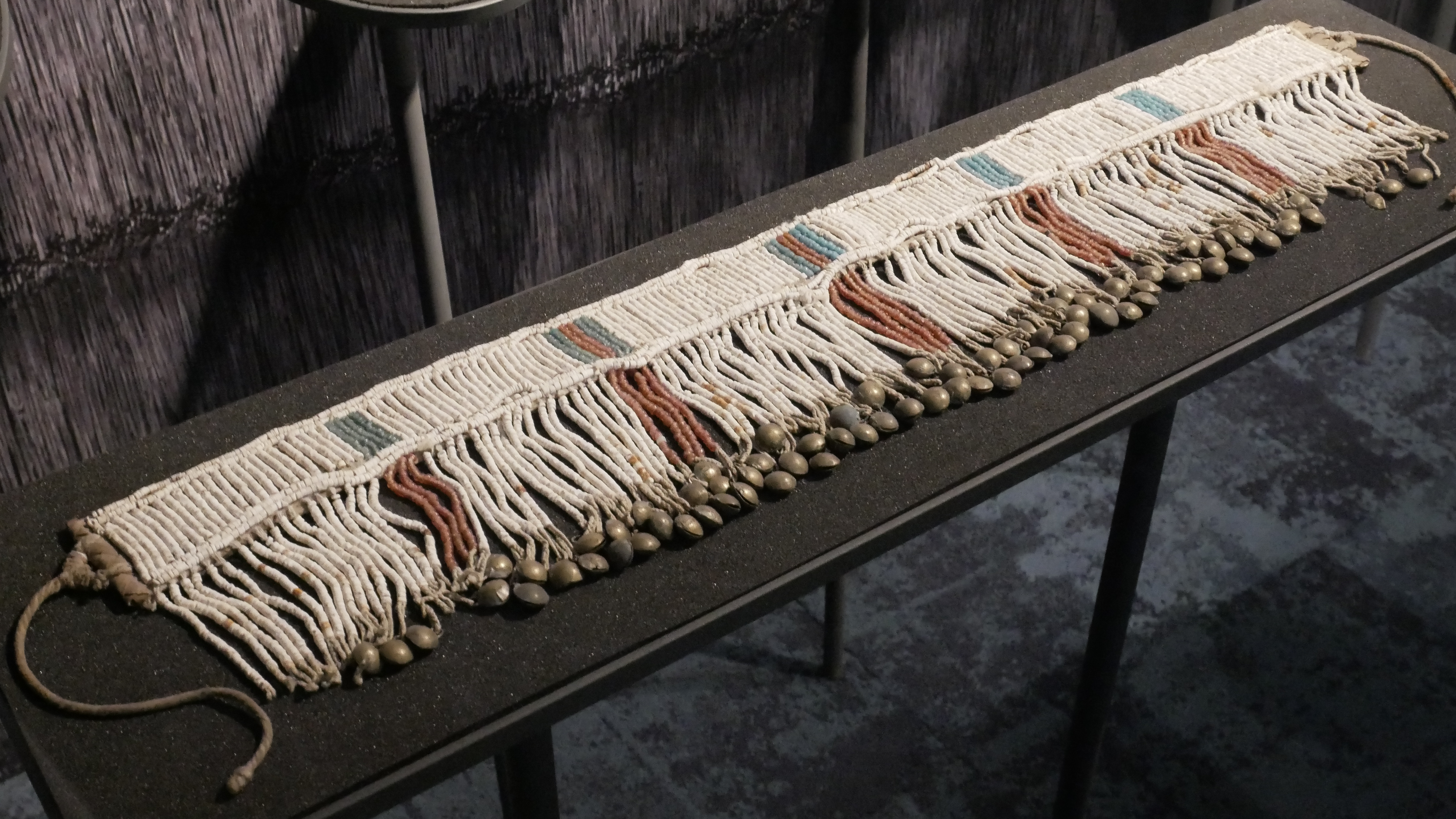
芃芃社（ボンボン社）男子貝珠銅鈴腰飾

臺北州羅東郡蕃地於大正九年（1920年）成立，轄區包括今宜蘭縣大同鄉。
大正十一年（1922年）羅東郡蕃地今屬三星鄉的範圍改隸三星庄。

## 行政區劃
大正九年（1920年）9月1日，轄域內分為：
- 今三星鄉：
  - 清水、清水坑、九芎湖、ギユウトウ社（牛衝鬪/牛鬪）

- 今大同鄉：
  - 崙埤子社、玉蘭、シヨウラ社（松羅）、トールイ社（東壘）、ボンボン社（芃芃/英士）、バヌン社（碼崙/樂水）、ルモアン社（留茂安/茂安）、シキクン社（西奇坤/四季）、マナウヤン社（馬諾源）、ピヤナン社（埤亞南/南山）、太平山
  - 太平山大字下有土場、白嶺、太平山等小字名

- 大正十一年（1922年）1月13日「清水」、「清水坑」、「九芎湖」與「ギユウトウ社」編入三星庄，前兩者合併為清水大字，後兩者合併為九芎湖大字。

- 昭和十八年（1943年）11月1日蘇澳郡蕃地「シホウリン社」（四方林）、「シヨウナン社」（小南）、「カンケイ社」（寒死人溪/寒溪）、「ダイゲン社」（大元/新光）與「コロ社」（古魯/華興）併入羅東郡蕃地

## 設施

### 神社
- 今大同鄉：
  - 濁水祠（1934年6月10日鎮座）[1]:294
  - 加羅山社（1918年10月1日鎮座）[1]:167